# Aradus basalis
Aradus basalis är en insektsart som beskrevs av Parshley 1921. Aradus basalis ingår i släktet Aradus och familjen barkskinnbaggar. Inga underarter finns listade i Catalogue of Life.